# Jerome Blake (athlétisme)
Pour les articles homonymes, voir Jerome Blake et Blake.
Jerome Blake (né le 18 août 1995 à Buff Bay (Jamaïque)) est un athlète canadien, spécialiste du 100 mètres.

## Biographie
Jerome Blake remporte la médaille d'or du relais 4 × 100 m lors des Championnats d'Amérique du Nord, d'Amérique centrale et des Caraïbes d'athlétisme 2018.
Aux Jeux olympiques de 2020 à Tokyo, il s'adjuge la médaille de bronze du relais 4 × 100 mètres aux côtés d'Aaron Brown, Brendon Rodney et Andre De Grasse. À la suite de la suspension pour dopage de Chinjindu Ujah et de la disqualification du relais britannique, l'équipe canadienne récupère la médaille d'argent.
Le 23 juillet 2022, il remporte la médaille d'or du relais 4 × 100 m des championnats du monde 2022, à Eugene, en compagnie d'Aaron Brown, Brendon Rodney et Andre De Grasse, dans le temps de 37 s 48, nouveau record du Canada.

## Palmarès
| Date | Compétition           | Lieu    | Résultat | Épreuve   | Temps   |
| ---- | --------------------- | ------- | -------- | --------- | ------- |
| 2018 | Championnats NACAC    | Toronto | 1er      | 4 × 100 m | 38 s 56 |
| 2021 | Jeux olympiques       | Tokyo   | 2e       | 4 × 100 m | 37 s 70 |
| 2022 | Championnats du monde | Eugene  | 1er      | 4 × 100 m | 37 s 48 |
| 2024 | Relais mondiaux       | Nassau  | 2e       | 4 × 100 m | 37 s 89 |
| 2024 | Jeux olympiques       | Paris   | 1er      | 4 × 100 m | 37 s 50 |

## Records
| Épreuve    | Épreuve   | Marque  | Lieu      | Date            |
| ---------- | --------- | ------- | --------- | --------------- |
| 60 mètres  | En salle  | 6 s 84  | Saskatoon | 30 janvier 2016 |
| 100 mètres | Plein air | 10 s 00 | Clermont  | 1er mai 2022    |
| 200 mètres | Plein air | 20 s 04 | Walnut    | 16 avril 2022   |
| 200 mètres | Salle     | 22 s 28 | Kamloops  | 15 février 2015 |